# Дедова, Евдокия Михайловна
Евдокия Михайловна Дедова (7 марта 1915 года, село Дмитряшевка, Землянский уезд, Воронежская губерния — 13 февраля 1991 года, село Конь-Колодезь, Хлевенский район, Липецкая область) — передовик сельскохозяйственного производства, доярка. Герой Социалистического Труда (1966). Депутат Верховного Совета РСФСР 6 созыва.

## Биография
Родилась 7 марта 1915 года в крестьянской семье в селе Дмитряшевка Землянского уезда Воронежской губернии (сегодня — Хлевенский район Липецкой области). В 1930 году начала свою трудовую деятельность в колхозе «Красный пахарь» родного села. Позднее работала дояркой в колхозе «Конь-Колодезский» Хлевенского района, рабочей на предприятии «Заготзерно» Панинского района, воспитательницей в совхозе «Миролюбие» Борисоглебского района. В 1954 году возвратилась в Липецкую область, где стала работать дояркой в колхозе «Конь-Колодезский». В 1956 году участвовала во Всесоюзной выставке ВДНХ. В 1960 году надоила по 4500 кг от каждой коровы, за что была награждена Орденом Ленина. В 1961 году получила от каждой коровы по 4860 кг молока. На базе племенной фермы колхоза «Конь-Колодезский» основала школу передового опыта. За высокие достижения в трудовой деятельности при выполнении планов 8-й пятилетки, увеличение производства и заготовок молока была удостоена в 1966 году звания Героя Социалистического Труда.
Избиралась депутатом Верховного Совета РСФСР 6-го созыва от Липецкой области.
В 1968 году вышла на пенсию.

## Награды
- Герой Социалистического Труда — указом Президиума Верховного Совета СССР от 22 марта 1966 года
- Орден Ленина — дважды:
  - 7 марта 1960 — № 307001
  - 22 марта 1966 — № 363391
- Медаль «За трудовую доблесть» (1956).
- Золотая медаль ВДНХ — дважды (1967, 1968)